# Ивановские ПГУ
Ивановские ПГУ — парогазовая электростанция в городе Комсомольск Ивановской области. Входит в состав АО «Интер РАО — Электрогенерация».
До реконструкции была конденсационной и именовалась Ивановская ГРЭС.

## История
Ивановская ГРЭС была построена в соответствии с планом ГОЭЛРО. Строительство началось летом 1927 года, в мае 1928 г. состоялась закладка главного здания электростанции. Ивановская ГРЭС дала первый ток в 5 октября 1930 г., а в феврале 1931 года заработал главный (из шести) турбогенератор мощностью 24 МВт английской фирмы "Метрополитен-Виккерс". Машинный зал электростанции выполнен в конструктивистском стиле.
Электростанция была построена в 60 км к западу от Иваново, на берегу реки Ухтохмы. Размещение электростанции было связано с наличием запасов торфа, который первоначально служил основным видом топлива ГРЭС.
Для снабжения ГРЭС топливом были созданы два торфопредприятия — Октябрьское (в 12 километрах севернее ГРЭС), и Марково-Сборное (в 6 километрах восточнее ГРЭС). Впоследствии, в 1930—1940-е гг. были созданы Подозёрское (к северу от ГРЭС) и Коптевское (к югу от ГРЭС) торфопредприятия. Подвоз торфа осуществлялся с помощью железных дорог узкой и широкой колеи, а также гужевого транспорта.
20 ноября 1931 г. посёлку ИвГРЭСстрой с прилегающим к нему селом Миловское было присвоено название посёлок Комсомольск. В 1950 году он был преобразован в город.
После окончания Великой Отечественной войны начались масштабные работы по расширению ГРЭС. На станции устанавливалось трофейное оборудование, в том числе турбогенератор мощностью 35 МВт. К началу 1950-х гг. в работе станции уже находились 6 турбоагрегатов и 9 котлов, а установленная мощность возросла до 134 МВт.
В 1980-х гг. Ивановская ГРЭС перестала использовать торфяное топливо, станция перешла на использование природного газа и мазута, в небольших объёмах потреблялся каменный уголь.
В 1970-х гг. все турбоагрегаты чешского производства выработали свой ресурс и были выведены из работы, при этом продолжило работать оборудование, установленное в 1930—1932 гг. суммарной мощностью 51 МВт. По решению Министерства энергетики и электрификации СССР на ИвГРЭС было установлено газотурбинное оборудование (турбина ГТ-100-3М производства Ленинградского металлического завода), предназначенное для покрытия пиковых нагрузок в Центральном экономическом районе. Однако, низкий КПД установок и высокая цена топлива обусловили высокую себестоимость электроэнергии, и с 1996 г. данный турбоагрегат не работал. В тот же период было остановлено оборудование 1930-х гг. В декабре 2002 г. газотурбинная установка была выведена из состава действующего оборудования, и ГРЭС была переведена в режим котельной.

### Введение в эксплуатацию ГТД-110
В декабре 2001 года на площадке Ивановской ГРЭС был запущен стенд для испытаний газотурбинной установки ГТЭ-110, разработанную НПО «Машпроект» (г. Николаев, Украина) совместно с НПО «Сатурн» (г. Рыбинск). В процессе испытаний установка выдавала электроэнергию в энергосистему.
В 2003 году началась расчистка южной части площадки Ивановской ГРЭС под строительство двух парогазовых установок (ПГУ) мощностью по 325 МВт и 14,8 Гкал/ч. Данный проект, реализованный в рамках Федеральной целевой программы «Топливо и энергия», предполагал дальнейшую доработку газовой турбины ГТД-110.
В 2004 году создано ОАО «Ивановские ПГУ» (изначально в составе РАО «ЕЭС России», впоследствии было передано ОАО «Интер РАО ЕЭС»). В феврале 2005 года началась строительство, подрядчиком выступило ОАО «ВО „Технопромэкспорт“».
Первый блок запущен в 2007 году. 16 марта 2007 года в процессе пусконаладочных работ достигнута мощность 137 МВт. Официальное открытие первого энергоблока состоялось в мае 2008 года. Второй энергоблок был запущен в 2012 году.
Для выдачи мощности Ивановских ПГУ в 2011 году осуществлен перевод двух ЛЭП 110 кВ Ивановские ПГУ — Неро на напряжение 220 кВ. В 2012 году введены в эксплуатацию две ЛЭП 220 кВ Ивановские ПГУ — Иваново.
По мнению представителей группы Интер РАО, ГТЭ-110 требует усовершенствования, и в 2014 году на Ивановских ПГУ из четырёх турбоагрегатов действовал один — в результате коэффициент использования установленной мощности Ивановских ПГУ сократился до 15 % за 2014 год.
В первом полугодии 2016 года выработано 652,4 млн кВт*ч (в первом полугодии 2015 года — 149,1 млн кВт*ч). Коэффициент использования установленной мощности составил 45,96 %. Повышение КУИМ связано со снижением количества часов простоя оборудования в ремонте и увеличения продолжительности работы второго энергоблока ПГУ-325.
15 июля началась опытно-промышленная эксплуатация модифицированной турбины ГТД-110М отечественного производства.
В рамках ремонтной программы 2020 года на блоке № 2 проведен текущий ремонт котлов-утилизаторов в КУ-21 и КУ-22 паровой турбины ПТ-20, генераторов ГП-2, Г-3, Г-4, трансформаторов Т-200, 201, 202.
В 2021 году начался проект по реконструкции блока №1.
| Год                                 | 2015  | 2016  | 2017  | 2018  | 2019  | 2020  | 2021  |
| ----------------------------------- | ----- | ----- | ----- | ----- | ----- | ----- | ----- |
| Выработка электроэнергии, млн кВт*ч | 550,7 | 948,2 | 409,2 | 143,8 | 322,1 | 466,6 | 813,1 |

## Изображения

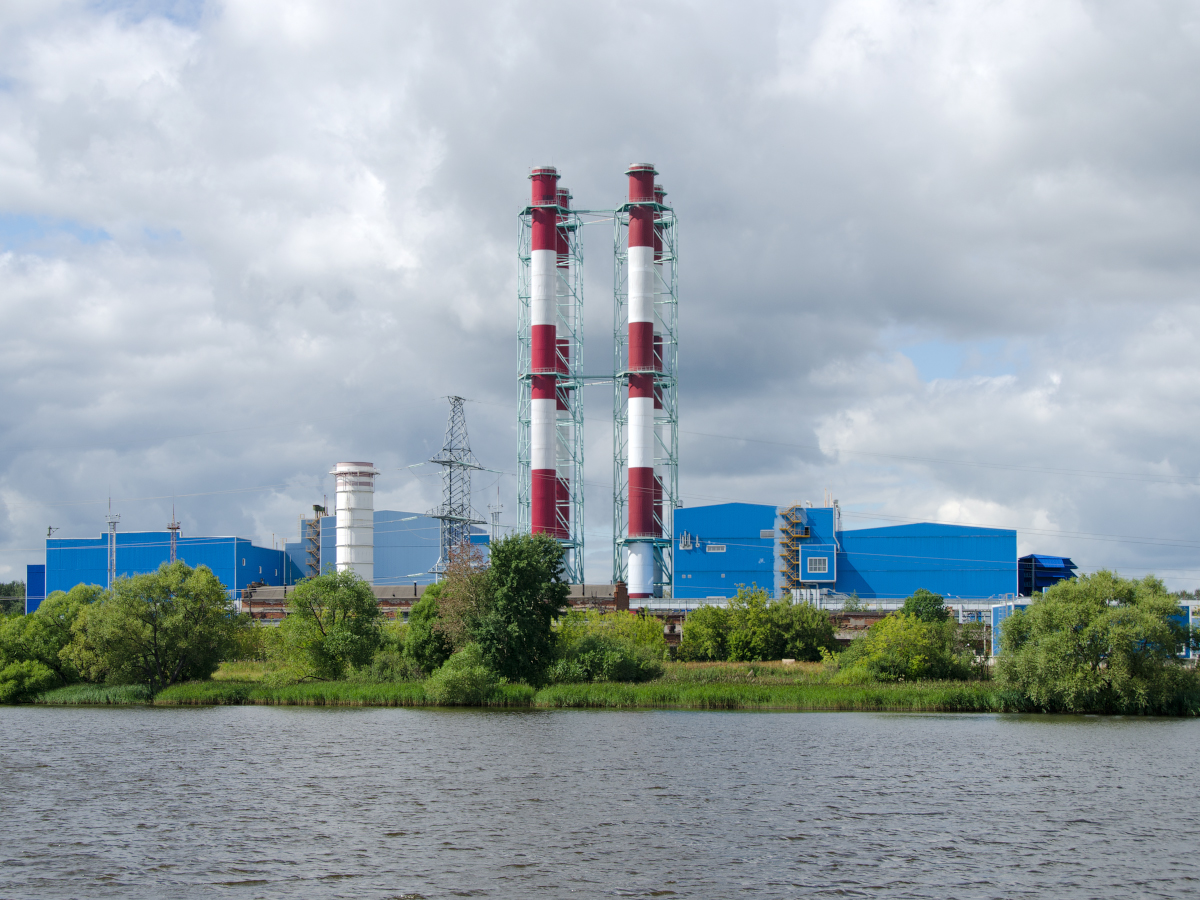
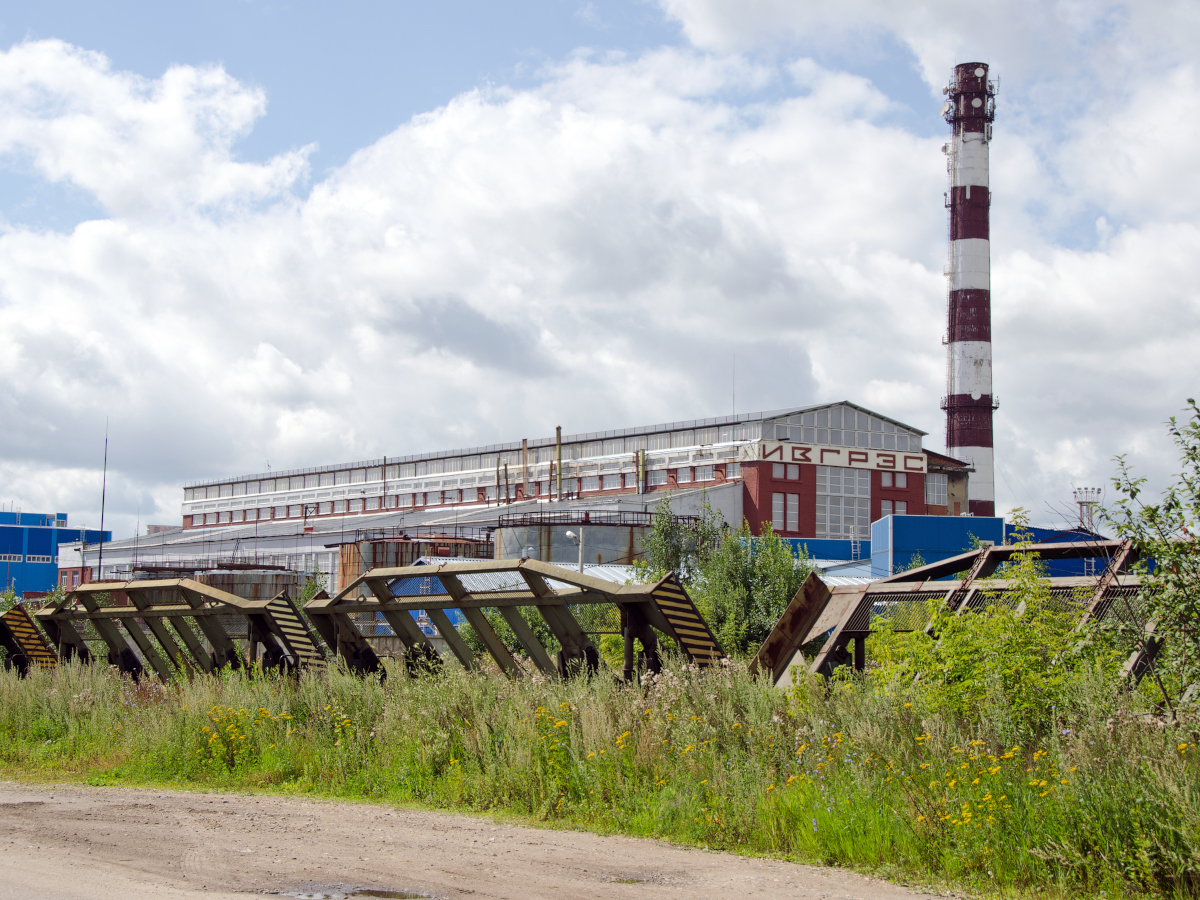
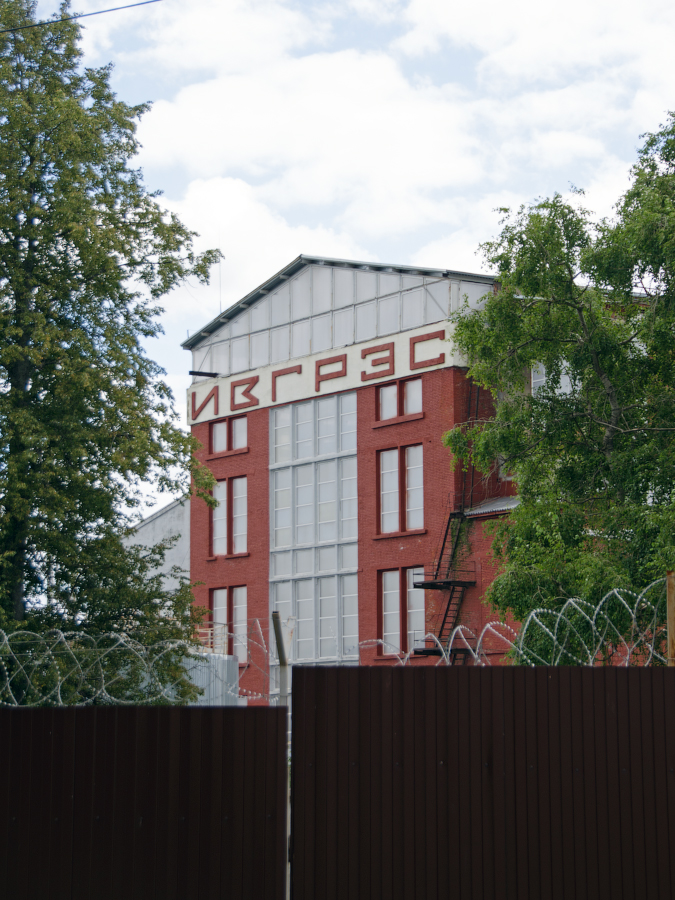

## Перечень основного оборудования
| Агрегат                                                      | Тип                              | Изготовитель       | Количество | Ввод в эксплуатацию | Основные характеристики | Основные характеристики | Источники    |
| Агрегат                                                      | Тип                              | Изготовитель       | Количество | Ввод в эксплуатацию | Параметр                | Значение                | Источники    |
| ------------------------------------------------------------ | -------------------------------- | ------------------ | ---------- | ------------------- | ----------------------- | ----------------------- | ------------ |
| Оборудование парогазовых установок ПГУ-325 (энергоблоки 1,2) |                                  |                    |            |                     |                         |                         |              |
| Газовая турбина                                              | ГТЭ-110                          | «НПО «Сатурн»      | 4          | 2007 г. 2012 г.     | Топливо                 | газ, дизельное топливо  | [ 17 ] [ 1 ] |
| Газовая турбина                                              | ГТЭ-110                          | «НПО «Сатурн»      | 4          | 2007 г. 2012 г.     | Установленная мощность  | 110 МВт                 | [ 17 ] [ 1 ] |
| Газовая турбина                                              | ГТЭ-110                          | «НПО «Сатурн»      | 4          | 2007 г. 2012 г.     | tвыхлопа                | 517 °C                  | [ 17 ] [ 1 ] |
| Котёл-утилизатор                                             | П-88 (Е-155/35-7,2/0,7-501/231)  | ЗиО-Подольск       | 1          | 2007 г.             | Производительность      | 155 т/ч                 | [ 18 ]       |
| Котёл-утилизатор                                             | П-88 (Е-155/35-7,2/0,7-501/231)  | ЗиО-Подольск       | 1          | 2007 г.             | Параметры пара          | 7,2 МПа, 501 °С         | [ 18 ]       |
| Котёл-утилизатор                                             | П-88 (Е-155/35-7,2/0,7-501/231)  | ЗиО-Подольск       | 1          | 2007 г.             | Тепловая мощность       | 0 Гкал/ч                | [ 18 ]       |
| Котёл-утилизатор                                             | ПК-53 (Е-148/35-6,7/0,6-493/229) | ЗиО-Подольск       | 1          | 2012 г.             | Производительность      | 148 т/ч                 | [ 17 ]       |
| Котёл-утилизатор                                             | ПК-53 (Е-148/35-6,7/0,6-493/229) | ЗиО-Подольск       | 1          | 2012 г.             | Параметры пара          | 6,7 МПа, 493 °С         | [ 17 ]       |
| Котёл-утилизатор                                             | ПК-53 (Е-148/35-6,7/0,6-493/229) | ЗиО-Подольск       | 1          | 2012 г.             | Тепловая мощность       | 0 Гкал/ч                | [ 17 ]       |
| Паровая турбина                                              | К-110-6,5                        | Силовые машины—ЛМЗ | 2          | 2007 г. 2012 г.     | Установленная мощность  | 110 МВт                 | [ 17 ]       |
| Паровая турбина                                              | К-110-6,5                        | Силовые машины—ЛМЗ | 2          | 2007 г. 2012 г.     | Тепловая нагрузка       | 0 Гкал/ч                | [ 17 ]       |